# Donje Luge
Donje Luge (cyr. Доње Луге) – wieś w Czarnogórze, w gminie Berane. W 2011 roku liczyła 1860 mieszkańców.